# Modupe Oshikoya
Modupe Oshikoya (ur. 2 maja 1954) – nigeryjska lekkoatletka, pięciokrotna mistrzyni igrzysk afrykańskich, trzykrotna medalistka igrzysk Brytyjskiej Wspólnoty Narodów w 1974, olimpijka.

## Kariera sportowa
Była wszechstronną lekkoatletką, która z powodzeniem startowała w różnych konkurencjach. Na igrzyskach Brytyjskiej Wspólnoty Narodów w 1970 w Edynburgu zajęła 7. miejsce w skoku wzwyż, 8. miejsce w sztafecie 4 × 100 metrów i 9. miejsce w pięcioboju. Zajęła 14. miejsce w pięcioboju oraz odpadła w eliminacjach sztafety 4 × 100 metrów i skoku w dal na igrzyskach olimpijskich w 1972 w Monachium.
Zdobyła trzy złote medale na igrzyskach afrykańskich w 1973 w Lagos: w biegu na 100 metrów przez płotki, skoku wzwyż i skoku w dal. Na igrzyskach Brytyjskiej Wspólnoty Narodów w 1974 w Christchurch zdobyła złoty medal w skoku w dal (wyprzedzając Brendę Eisler z Kanady i Ruth Martin-Jones z Walii), srebrny medal w pięcioboju (za Mary Peters z Irlandii Północnej, a przed Ann Wilson z Anglii) oraz brązowy medal w biegu na 100 metrów przez płotki (za Judy Vernon z Anglii i Gaye Dell z Australii), a także zajęła 6. miejsce w sztafecie 4 × 100 metrów.
Zajęła 6. miejsce w skoku w dal i 7. miejsce w biegu na 100 metrów przez płotki w zawodach pucharu świata w 1977 w Düsseldorfie.
Na igrzyskach afrykańskich w 1978 w Algierze Oshikoya ponownie zwyciężyła w skoku wzwyż i skoku w dal. 
Zdobyła mistrzostwo Stanów Zjednoczonych (AAU) w  pięcioboju w 1978.

## Rekordy życiowe
Modupe Oshikoya miała następujące rekordy życiowe:
- skok w dal – 6,56 m (26 maja 1978, Knoxville)
- pięciobój – 4432 pkt (2 czerwca 1974, Christchurch)